# Miguel Acevedo
Miguel Acevedo (Villa Florida, 6 de abril de 1890-5 de diciembre de 1915), fue un caricaturista paraguayo, hijo del uruguayo Miguel Acevedo y la paraguaya Bienvenida Llanes. 
Estudiante del Colegio Nacional de la Capital -institución de nivel secundario abierta en el período de la posguerra del Paraguay contra la Triple Alianza se dedicó por intuición y de manera autodidacta al dibujo, específicamente al retrato al lápiz.

## Primeros pasos
Inicialmente simple copista, evolucionó rápidamente su técnica y fundamentalmente su creatividad. Fue así que en 1913 se presentó casi irreverentemente al público con una exposición de unas 25 caricaturas de figuras intelectuales y políticas enormemente caracterizadas en ese tiempo. Esta muestra contó con unánime aceptación del público y de la crítica periodística.
Pocos meses después, una nueva exposición, con igual o mejor éxito que la inicial. Conocidas y autorizadas figuras sumaron su elogio a la aceptación general.
Fue entonces cuando llegó para Acevedo el momento de participar en Crónica, la más prestigiosa revista cultural de la época, entre las varias existentes. A partir de entonces, cada número de la publicación traía una caricatura de Acevedo, la cual se convirtió, por derecho propio, en el “plato fuerte” de cada entrega.

## Trayectoria
Pero fue en otra publicación, de alto corte satírico y picaresco, un caso insólito dentro de la historia del periodismo latinoamericano -la revista cuenta de ejemplares únicos, escritos a mano- Tipos y Tipetes, donde la obra de Acevedo obtuvo su mayor significación.
Pero también se refiere a todas las cuestiones concretas que aparecen en la diaria escena de la vida asuncena: caricaturiza personajes de la cultura, se mofa de la moda o la publicita en avisos, crea viñetas que alegorizan cualquier acontecimiento de interés colectivo, se ocupa con seriedad de pequeñas anécdotas desconocidas u olvidadas y hace comentarios, reflexiones, bromas, siempre atento a todo lo que sucede en su tiempo que él capta con agudeza y expresa con imaginación. 
La diagramación ágil, la información vigente, la creatividad utilizada en la ilustración y en las soluciones técnicas, y el tono variado del texto suponen una concepción actualizada del periodismo que, indudablemente, no existía en la producción pictórica.
Obtuvo una beca para estudiar en París, en 1914. La profusión de museos y el movimiento cultural extraordinariamente dinámico y ágil de la capital francesa estimuló al joven paraguayo quien, a más de progresar en sus estudios, iba depurando su técnica. Lastimosamente, el estallido de la por entonces llamada “Guerra europea”, más tarde la Primera Guerra Mundial, truncó la presencia de Acevedo en Europa.
Influyó de manera decisiva en el otro gran caricaturista paraguayo de la primera mitad de este siglo, Juan Ignacio Sorazábal, quien reconoce en Acevedo a “su único maestro”.

## Últimos años
A poco de regresar, y a la edad de 25 años, fallece el 5 de diciembre de 1915. Sus trabajos pueden apreciarse en la colección de sus caricaturas que poseen el Centro de Artes Visuales del Paraguay y el Museo de Bellas Artes de Asunción.